# Pagoda (moneta)
Pagoda è stata una moneta d'oro coniata da varie dinastie indiane e dai governi dell'India britannica e olandese. Fu battuta durante il Medioevo da varie dinastie nell'India meridionale, incluse la dinastia Kadamba di Hangal, quella Kadamba di Goa, e l'Impero Vijayanagara.
Gli stranieri presenti in India coniarono due tipi pagoda. Quello di maggior valore fu la Star pagoda, dal valore approssimativo di 8 shilling, emessa dalla Compagnia Britannica delle Indie Orientali a Madras.
Il secondo tipo era la pagoda di Porto Novo, emessa dagli olandesi a Tuticorin ed anche dai Nawab di Arcot; valeva il 25% in meno della Star pagoda.